# Deildartunguhver
Koordinaten: 64° 39′ 47″ N, 21° 24′ 33″ W

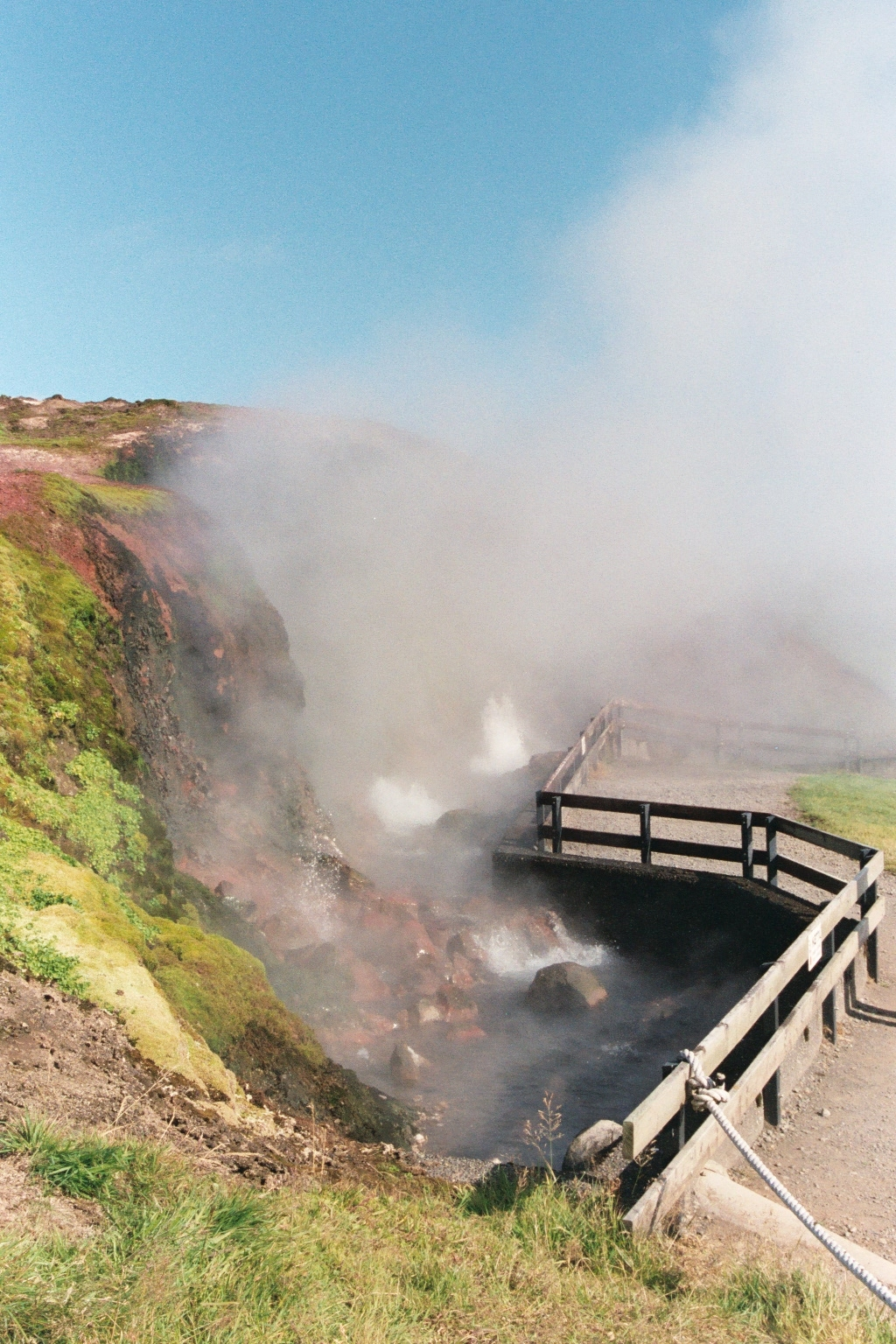
Deildartunguhver

Der Deildartunguhver (isl. deila teilen, tunga Landzunge, hver heiße Quelle) ist eine Region heißer Quellen, die sich im Reykholtsdalur in Island befindet.
Sie besteht aus einer Anzahl von Thermalquellen, die aus demselben Hügel hervorsprudeln.
Der Deildartunguhver liegt am Ausgang des Reykholtsdalur nach Nordwesten in Richtung Borgarnes am Ende des Deildartunguvegurs , der von der Borgarfjarðarbraut  abzweigt.
Das Quellgebiet erreicht eine Schüttung von 180 Liter pro Sekunde bei einer Wassertemperatur von 96 °C. Es ist Bestandteil des Reykholt Geothermalgebiets, das insgesamt eine Fläche von 300 Quadratkilometer einnimmt und damit das größte Niedertemperatur-Geothermalgebiet der Insel ist. Der geologische Untergrund besteht hier aus Basalten tertiären Alters und jüngerem Flussbasalt, überlagert von Sedimenten, vor allem eiszeitlichen Moränen. Das Wasser zirkuliert in einem System von Spalten, die Quellen von Deildartunga auf dem Kreuzungspunkt zweier ost-westlicher und nord-südlicher Spaltensysteme, die auf tektonische Brüche in dem aktiven Erdbebengebiet zurückgehen. Die genaue Herkunft der ungewöhnlich großen Wassermengen ist noch ungeklärt.
Das Wasser von Deildartunguhver dient zu geothermischen Zwecken, zur Versorgung der Städte Akranes und Borgarnes mit heißem Wasser, vor allem zu Heizzwecken. Dazu wurde von einer staatlichen Gesellschaft ab 1979 eine Pipeline gebaut, an die Fernwärmerohre in den Orten selbst anschließen. Die Pipeline von der Quelle zu einem Vorratsbehälter in Akranes ist 62 Kilometer lang, die anschließenden Versorgungsleitungen weitere 120 Kilometer. Da eine natürliche Quelle genutzt wird, waren keine Bohrungen erforderlich. Unter Schonung der eigentlichen Quellaustritte wird das Wasser knapp unterhalb mit einem System von Betonmauern aufgefangen und in die Rohre geleitet.